# Caso Rasputín
El caso Rasputín fue un presunto caso de corrupción que afectó a destacados miembros del gobierno de las Islas Baleares durante la presidencia de Jaume Matas.
El gobierno computó como gasto oficial siete entradas a un prostíbulo en Moscú (el cual recibía el nombre de Grigori Rasputín), donde se había desplazado una delegación del Gobierno Balear para promocionar las Islas Baleares como destino turístico. Los hechos se remontan a febrero de 2004.
A raíz del conocimiento de los hechos, el gobierno los asumió e hizo dimitir a Juan Carlos Alía, director gerente del Instituto Balear del Turismo (IBATUR).
En julio de 2004, el fiscal general del Tribunal Superior de Justícia de Baleares, Bartomeu Barceló, abrió diligencias informativas a instancias del grupo feminista Lobby de Dones de Mallorca. El mismo fiscal archivó el caso en septiembre de 2004 con el argumento de que Alía cargó las entradas del Rasputín al presupuesto de la comunidad autónoma por error, ya que estaban escritas en ruso y que devolvió de su bolsillo 129 euros pagados de las entradas.